# Eastchester – Dyre Avenue
Eastchester – Dyre Avenue – stacja początkowa metra nowojorskiego, na linii 5. Znajduje się w dzielnicy Bronx, w Nowym Jorku i zlokalizowana jest przed stacją Baychester Avenue. Została otwarta 29 maja 1912.